# Богданов, Виктор Ильич
Виктор Ильич Богданов (20 июля 1904, с. Алёновка, Черниговская губерния — 25 июля 2001, Таганрог) — российский учёный, специалист в области электроизмерений, ректор Таганрогского радиотехнического института (1957—1964).

## Биография
В 1934 году окончил Новочеркасский индустриальный институт. Участник Великой Отечественной войны, воевал в составе 1-го Белорусского фронта. Войну закончил в звании капитана, был начальником радиочасти.
С 1945 по 1956 год работал в Новочеркасском политехническом институте, сначала преподавателем, затем завкафедрой электрических измерений. В 1957 году был назначен ректором Таганрогского радиотехнического института и возглавлял этот институт до 1965 года.
Награждён 4 орденами и 11 медалями.